# Elise Tamaëla
Elise Tamaëla (født 22. januar 1984 i Tiel, Holland) er en kvindelig professionel tennisspiller fra Holland.
Elise Tamaëla højeste rangering på WTA single rangliste var som nummer 129, hvilket hun opnåede 12. februar 2007. I double er den bedste placering nummer 227, hvilket blev opnået 15. januar 2007. 